# Lynn Silliman
Lynn Silliman   (Watsonville, 24 d'abril de 1959) és una ex-remadora estatunidenca que va competir durant la dècada de 1970.
El 1976 va prendre part en els Jocs Olímpics de Mont-real, on guanyà la medalla de bronze en la competició del vuit amb timoner del programa de rem. En el seu palmarès també destaca una medalla de plata al Campionat del món de rem de 1975. En ambdues proves feu de timoner.